# Alexei Ananenko
Alexei Ananenko (en ukrainien : Олексій Михайлович Ананенко), né le 13 octobre 1959, est un ingénieur nucléaire ukrainien. Il a été liquidateur de Tchernobyl et est l'un des trois héros qui empêcha qu'une explosion plus grande ait lieu.

## Biographie
Alexei Ananenko naît dans une famille paysanne à Inta. Sa famille déménage à Tulynivka (dans l'Oblast de Tambov) en 1961. En 1977, Ananenko obtient son diplôme d'études secondaires.
Il étudie ensuite à l'Institut de génie énergétique de Moscou entre 1977 et 1983, en se spécialisant dans les « Centrales et installations nucléaires ». Il obtient un diplôme d'ingénieur en thermophysique.
Entre 1983 et 1989, il est opérateur et ingénieur mécanicien principal dans l'atelier des réacteurs de la centrale nucléaire de Tchernobyl. Il travaille à l'institut « Atomenergoproekt » de Kiev entre 1989 et 1992, puis est chef de laboratoire au centre scientifique et technique pour la sûreté nucléaire et radiologique de 1993 à 1994. Il devient ensuite chef du service de la répartition des urgences à l'Inspection ukrainienne de la réglementation nucléaire (SNRIU) en 1994. De 1995 à 2003, il travaille au Ministère de la protection de l'environnement et des ressources naturelles de l'Ukraine de 1995 à 2003, puis au Comité d'État pour la réglementation nucléaire de l'Ukraine de 2001 à 2010.
En 2010, Ananenko devient liquidateur de Tchernobyl. De novembre 2010 à mai 2011, il est chef du département des projets internationaux du Centre scientifique et technique d’État pour la sûreté nucléaire et radiologique. À partir de 2011, il est le directeur du développement institutionnel de l’Association « Ukrainian Nuclear Forum ». En 2017, il reste dans le coma durant plusieurs mois après s'être fait heurter par une voiture. Cet accident affecta aussi sa mémoire. Il est à la retraite depuis 2018 et vit en périphérie de Kiev,,.

## Plongeur de Tchernobyl
Le réacteur n°4 de la centrale nucléaire de Tchernobyl explose le 26 avril 1986 à 1 h 23 du matin, déclenchant un incendie. L'eau déversée par les pompiers pour éteindre les flammes menace les autres réacteurs de la centrale. L'eau s'étant accumulée sous le réacteur hautement radioactif, une seconde explosion, thermique cette fois, encore plus dévastatrice pouvait se dérouler d'un moment à l'autre.
Alexei Ananenko est la seule personne à connaître l'emplacement exact des soupapes de sécurité. Il fait partie, avec l'ingénieur Valeri Bezpalov et le chef de quart Boris Baranov, des trois personnes à qui il est ordonné d'ouvrir les vannes d'évacuation de la centrale afin d'éviter une nouvelle explosion plus grave que la précédente. Vêtus de tenues de plongée, ils réussissent à accomplir leur mission. Ils sont tous trois appelés les « plongeurs de Tchernobyl »,.
Bien que souffrant d'une grave intoxication par les radiations , ces trois hommes survivent et Ananenko est toujours en vie.

## Héros de la sérieChernobyl
L'héroïsme des « plongeurs de Tchernobyl » a inspiré la mini-série Chernobyl. Mais de nombreux éléments diffèrent de la réalité : par exemple, les trois ingénieurs mécaniciens qui sont intervenus sous le réacteur ne se sont pas portés volontaires  il leur a simplement été ordonné d'intervenir,,,.

## Prix
- Héros d'Ukraine avec « Attribution de l'Ordre de l'Étoile d'Or » le 27 juin 2019[7]
- Ordre du Courage le 25 avril 2018[réf. nécessaire]
- Ordre de l'Insigne d'honneur[réf. nécessaire]
- Diplôme honorifique du Cabinet des ministres de l'Ukraine en 2005[réf. nécessaire]